# Stazione di San Marcello Pistoiese
La stazione di San Marcello Pistoiese era una stazione ferroviaria di testa, situata sulla linea ferroviaria privata Pracchia-San Marcello Pistoiese-Mammiano, a servizio dell'omonimo comune.

## Caratteristiche
L'impianto di San Marcello Pistoiese della Ferrovia Alto Pistoiese, posto a quota 632 metri s.l.m., venne costruito all'ingresso del paese provenendo da Pracchia lungo via Roma. Pur non essendo l'impianto terminale della linea, la stazione era del tipo "di testa" per cui, per poter proseguire verso Mammiano, i treni della FAP dovevano necessariamente retrocedere in piena linea (sfruttando un regresso) e impegnare lo scambio che permetteva di dirigersi verso il capolinea. Il piazzale era dotato di due binari tronchi atti al servizio passeggeri, un tronchino al servizio del piano di carico merci e del fascio di binari ad uso del deposito.
La stazione era dotata di un imponente fabbricato viaggiatori disposto su tre piani (al km 15,253 della linea) con attiguo magazzino merci (sul lato est dell'edificio) e piano di carico coperto. Nella parte meridionale si trovava il deposito e officina dei mezzi della linea situato alla progressiva 15+044.
Sul fronte dell'edificio che ospitava il fabbricato viaggiatori si conserva l'insegna con il nome della stazione e lo stemma decorato originario della ferrovia. Sulla facciata è inoltre presenta una lapide bronzea a ricordo dell'inaugurazione della linea ferroviaria.

## Storia
Fu inaugurata il 21 giugno 1926, insieme all'apertura della ferrovia FAP ed ha svolto servizio fino al 30 settembre 1965, data dell'ultima corsa dei convogli. A partire dal 1956, con la chiusura della tratta per Mammiano, divenne stazione terminale (capolinea).
Da allora è divenuta il capolinea delle autolinee extraurbane Copit, che collegano San Marcello direttamente con Pistoia, Abetone e le altre località della montagna.